# Numero civico

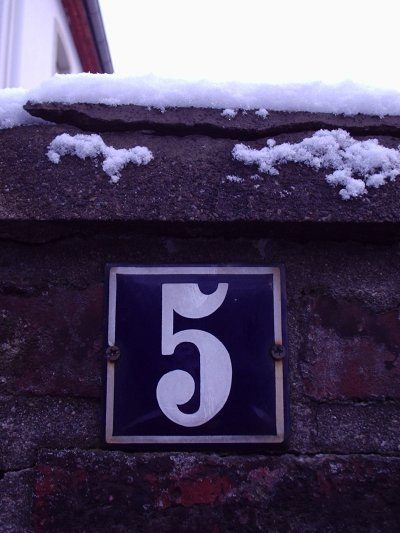
Un numero civico in Germania

Il numero civico (colloquialmente anche solo civico) è un codice numerico o alfanumerico che viene assegnato a un immobile, uno stabile, un chiosco, una stazione di servizio, un parco o a un'area privata in genere (o anche al singolo ingresso di un edificio, e talvolta anche ai sub-ingressi) allo scopo di identificarlo in modo univoco nel contesto di una certa strada, piazza, contrada o zona. Nella maggior parte dei Paesi il numero civico è uno degli elementi costitutivi di un indirizzo postale.

Schema europeo

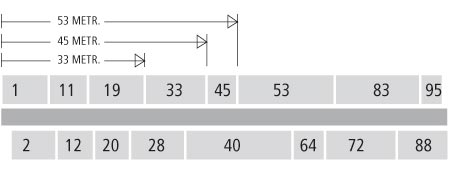
Schema distanziale

Gli schemi di numerazione degli edifici variano in diverse aree del mondo, e anche nello stesso Paese possono sussistere varianti locali. In genere sono applicati sistematicamente soprattutto nelle aree urbane, mentre in aree rurali è più frequente che gli edifici siano identificati in altro modo (per esempio per nome, o chilometro, o miglio di riferimento).

## Storia

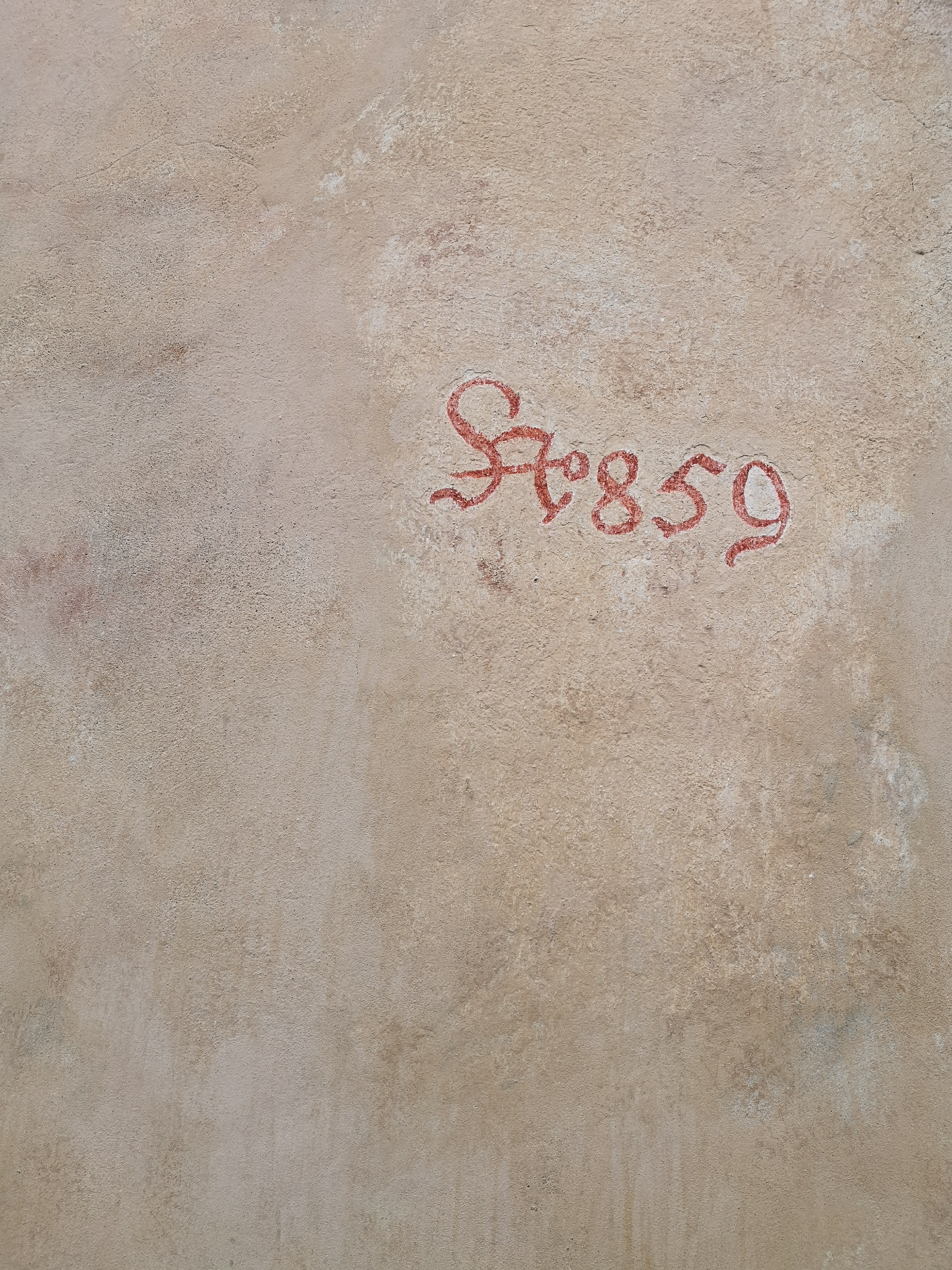
Numero civico a Bolzano del XIX secolo

Anticamente le città europee non presentavano numerazione degli edifici. Si poteva individuare un edificio (essenzialmente per scopi fiscali, di cessione o di registrazione delle pigioni) facendo riferimento all'isolato all'interno della regio (sistema dell'antica Roma), alla parrocchia in cui si trovava ("popolo"), al borgo (nucleo abitativo nei pressi o fuori da una porta nelle mura), al quartiere o sestiere, al nome della via o alla vicinanza a un incrocio (detto in alcune zone "canto"). Il sistema generava alcune incertezze, per cui fin dal tardo medioevo i grandi proprietari di fondi immobiliari (cioè essenzialmente le strutture religiose, ospitaliere e le confraternite) iniziarono ad apporre sugli edifici un'insegna araldica che ricordasse la proprietà e un numero, spesso sul portale, che le identificava con il riferimento negli inventari dell'istituzione. A volte si avevano edifici contigui interessati da questa numerazione, componendo uno schema molto simile a quello odierno, come sul Pont Notre-Dame a Parigi, almeno dal XV secolo.
Col tempo si rese necessaria una numerazione completa e sistematica degli edifici delle zone urbane, tanto più con le soppressioni degli ordini religiosi, che fece entrare nelle disponibilità degli Stati un amplissimo patrimonio immobiliare da poter gestire in maniera più semplice ed efficiente. La numerazione si basava spesso su un numero unico progressivo, assegnato a ciascun edificio (e non secondo il metodo corrente su ciascun ingresso), partendo da 1 spesso dato al centro del potere politico, fino a numeri a quattro o cinque cifre. Nel Settecento iniziò a venire testato un nuovo sistema in piccole zone urbane, che prevedeva la numerazione individuale di ciascuna strada: nella New View of London, del 1708, si ricorda come "a Prescott Street, Goodman's Fields, invece dei cartelli, le case sono distinte da numeri".
Sobborghi parigini vennero numerati negli anni 1720-30 e in quello stesso periodo, per un migliore controllo di polizia, fu numerato il ghetto ebraico di Praga, temuto come sede di "cospiratori" dalle autorità austriache. A metà del secolo XVIII la numerazione degli edifici prese una piega sistematica, anche nei villaggi, soprattutto per scopi militari. Contemporaneamente la numerazione su larga scala interessava le grandi capitali come Madrid, Londra, Parigi e Vienna, nonché molte altre città.
Il sistema fu applicato a tappeto in tutto il continente dall'inizio del secolo successivo, con la diffusione del sistema postale, mostrando però presto i suoi limiti: difficoltà di trovare gli edifici, schema difficilmente razionalizzabile, facilità di errori.
Nel corso dell'Ottocento si diffuse così il sistema sperimentato nel secolo precedente, che prevedeva la numerazione individuale di ciascuna strada, diviso per comodità tra numeri pari e dispari sui lati opposti della strada.

## Schema europeo
Nei paesi europei lo schema oggi più diffuso prevede che gli edifici di una via abbiano numeri civici progressivi (in genere a partire dal centro della città verso la periferia) e, di conseguenza, con i numeri pari assegnati agli edifici posti sulla destra del lato della strada e quelli dispari assegnati agli edifici situati sulla sinistra.
L'inizio della numerazione non è casuale. Quando possibile, alcune città prendono come punto di riferimento il proprio fiume (per esempio Firenze): le strade parallele sono numerate nel senso con cui scorre l'acqua, da monte a valle, le strade perpendicolari hanno i numeri più bassi vicino al fiume, e più alti via via che ci se ne allontana. 
Gli edifici sulle piazze hanno una numerazione unica, progressiva, che in genere segue il senso orario, iniziando generalmente dal lato con un edificio di rilievo. Questo modello è stato adottato anche da molti paesi extraeuropei (per esempio l'Australia).

## Eccezioni celebri
Venezia insulare è la più grande città che ancora oggi segua il sistema dei numeri civici secondo lo schema tradizionale pre-ottocentesco: in ognuno dei sei sestieri in cui è divisa la città (oltre che nelle isole di Giudecca e Mazzorbo, in ognuno dei cinque sestieri di Burano e in ognuna delle quattro località di Pellestrina) ogni ingresso ha un numero unico: ad esempio la Ca' d'Oro ha come indirizzo "Cannaregio, 3932". La numerazione cresce progressivamente attorno a ciascun isolato, poi prosegue su un isolato adiacente, fino a coprire tutto il sestiere. 
A Trieste, storicamente veniva adottato un sistema detto "numerazione anagrafica", che divideva il territorio comunale in 28 "comuni censuari", corrispondenti ai diversi rioni e frazioni della città. Ognuno dei "comuni censuari", come i sestieri veneziani, aveva una propria numerazione anagrafica dei suoi edifici, corrispondente al numero con cui erano iscritti nel catasto tavolare. Oggi questo sistema sopravvive solo in alcune aree periferiche dove tuttora le vie e piazze sono prive di nomi, mentre nella maggior parte della città la numerazione civica tradizionale è stata abbandonata in favore del modello europeo più comune. Nelle aree in cui si adotta la numerazione standard basata su vie e piazze (e i numeri anagrafici sopravvivono solo come riferimento al catasto), le targhette sono a sfondo blu con il numero bianco, mentre in quelle in cui vige ancora la storica numerazione anagrafica, le targhette sono a sfondo bianco con numero rosso preceduto da AN e l'indicazione del comune censuario di riferimento. Questo sistema è tuttora adottato anche in altri comuni della provincia di Trieste (Duino-Aurisina, San Dorligo della Valle, Sgonico e Monrupino). In questi casi la numerazione civica si basa sull'intera frazione o borgata, le cui vie e piazze sono prive di nome.
A Genova, Savona e nel centro storico di Firenze invece, i numeri civici si dividono in numeri neri o blu e numeri rossi: di regola, i numeri neri e blu sono stati assegnati agli ingressi principali degli edifici e i rossi agli ingressi secondari su strada (come le rimesse) e agli esercizi commerciali. I numeri rossi vengono identificati semplicemente apponendo la lettera "erre" ("r") accanto al numero, ad esempio Via Roma 1r. Questo sistema, introdotto negli anni '30 del XX secolo, manda spesso in confusione i moderni sistemi di navigazione (nel caso specifico, "1r" viene identificato come "1/r", ossia la prosecuzione del civico 1 nero), perciò il Comune di Firenze ha deciso che abbandonerà progressivamente i numeri civici rossi.
A Roma la via Trionfale, dopo una prima parte con numerazione tradizionale, utilizza la distanza dal Campidoglio espressa in metri come numerazione civica, così da arrivare al numero 14500. 
In svariati comuni italiani, come ad esempio Ceggia (Venezia), Caronno Pertusella e Cislago (Varese), la numerazione civica è basata sulla distanza espressa in metri dall'inizio di ogni via. 
A Milano i numeri civici sono spesso moltiplicati dall'aggiunta di lettere dopo il numero. Recentemente il Comune ha introdotto una numerazione specifica per esercizi commerciali (negozi, identificati dalla lettera N) e i passi carrai (identificati dalla lettera P).
A Berlino i numeri si susseguono in maniera contigua senza differenziare i pari dai dispari: arrivata al fondo della via la numerazione prosegue sull'altro lato, ed il numero più alto sarà quindi di fronte al numero 1. Questo sistema, detto a ferro di cavallo, non viene utilizzato nel quartiere Prenzlauer Berg dove si trovano i numeri pari da un lato e i dispari dall'altro. Lo stesso schema era usato anche nella Roma papalina e nella Napoli aragonese e borbonica, ed è ancora presente in molte strade dei relativi centri storici (a Napoli anche nel quartiere Vomero e nella via Posillipo).

## Normativa italiana

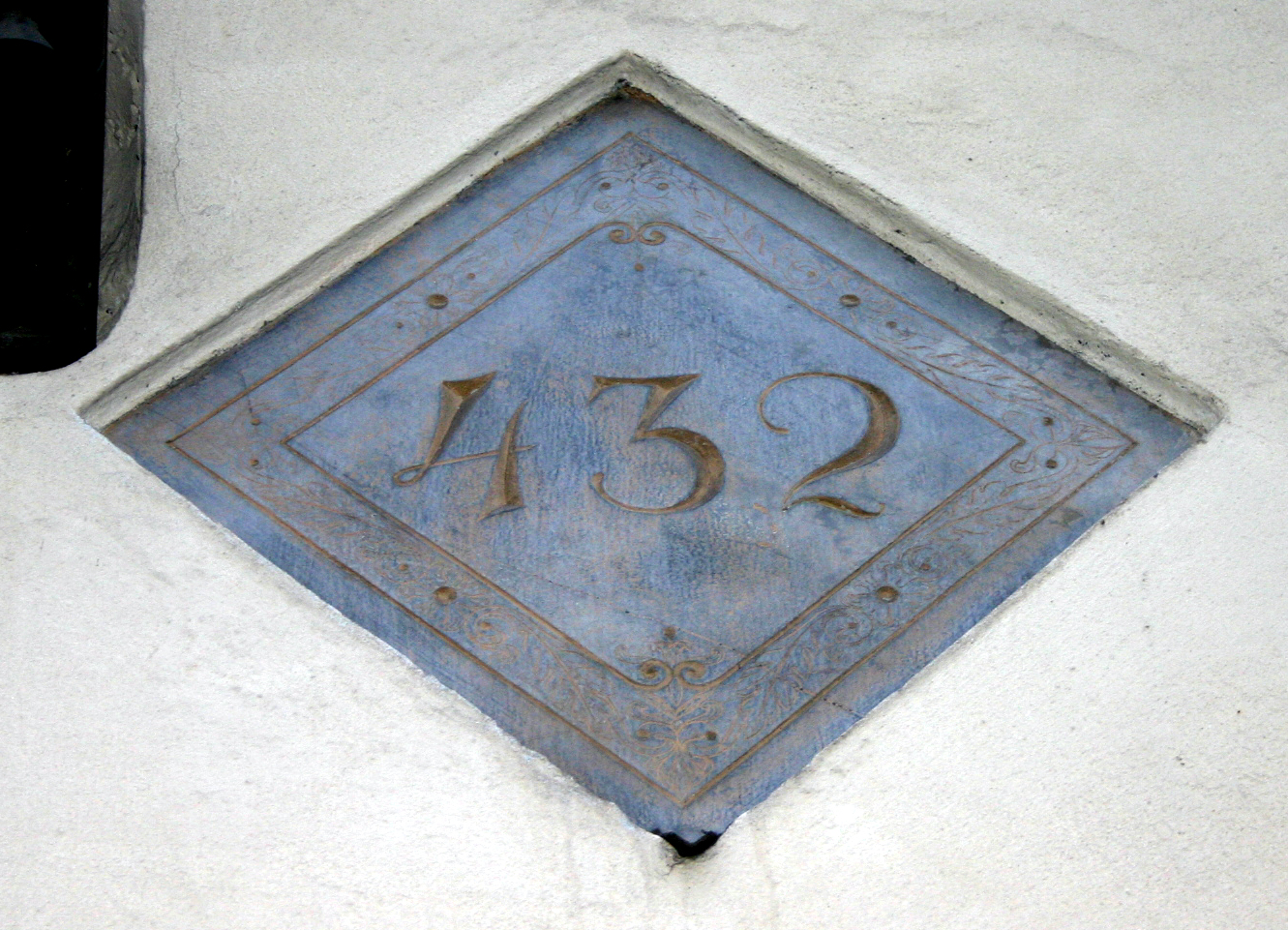
Lapide con l'antico numero civico (432) della numerazione austro-ungarica, sulla facciata di Palazzo Durini (oggi Durini-Caproni), a Milano. La numerazione antica (e desueta: oggi il palazzo è il n. 24 di via Durini) era unica (ogni numero era cioè attribuito a un solo palazzo), e procedeva progressivamente, a spirale, da piazza Duomo verso la periferia

La numerazione adottata nella Repubblica Italiana ha lo scopo di costituire un inequivoco riferimento spaziale con cui sia individuabile con esattezza l'ubicazione di un accesso a un fabbricato o a un terreno, verso o da, l'area di circolazione (strada, piazza, via, ecc.); viene gestita dal Comune, che può porre il relativo costo a carico dei proprietari dei fabbricati, i quali provvederanno poi alla numerazione interna. Al riguardo, la disposizione dell'art. 10 della legge 24 dicembre 1954, n. 1228, è la seguente:
1. Il Comune provvede alla indicazione toponomastica stradale e della numerazione civica.
2. La spesa della numerazione civica può essere posta a carico dei proprietari dei fabbricati, con la procedura prevista dal secondo comma dell'articolo 153 del T.U. della legge comunale e provinciale, approvato con R.D. 4 febbraio 1915, n. 148.
3. I proprietari di fabbricati provvedono alla indicazione della numerazione interna.

Le disposizioni ulteriori e di dettaglio sono contenute nel DPR 30 maggio 1989, n. 223, che recita all'art. 42:
1. Le porte e gli altri accessi dall'area di circolazione all'interno dei fabbricati di qualsiasi genere devono essere provvisti di appositi numeri da indicarsi su targhe di materiale resistente.
2. L'obbligo della numerazione si estende anche internamente ai fabbricati per gli accessi che immettono nelle abitazioni o in ambienti destinati all'esercizio di attività professionali, commerciali e simili.
3. La numerazione degli accessi, sia esterni sia interni, deve essere effettuata in conformità alle norme stabilite dall'Istituto centrale di statistica in occasione dell'ultimo censimento generale della popolazione e alle successive eventuali determinazioni dell'Istituto stesso.

Il numero civico è quindi obbligatorio e per la sua produzione occorre riferirsi ai dati ISTAT.
L'art. 43 del medesimo decreto sancisce infatti che tali obblighi “devono essere adempiuti non appena ultimata la costruzione del fabbricato”, e “comunque prima che il fabbricato possa essere occupato, il proprietario deve presentare al Comune apposita domanda” su apposito modello dell'ISTAT per ottenere l'indicazione del numero civico (insieme al permesso di agibilità) e, se necessario, anche “la determinazione dei criteri per l'indicazione della numerazione interna da effettuarsi a cura del proprietario stesso”.